# ارمیا دیکسون
ارمیا دیکسون (انگلیسی: Jeremiah Dixon; ۲۷ ژوئیهٔ ۱۷۳۳ – ۲۲ ژانویهٔ ۱۷۷۹) اخترشناس و نقشه‌بردار انگلیسی بود که به خاطر همکاری‌اش با چارلز میسون در ترسیم خط میسون-دیکسون طی سال‌های ۱۷۶۳ تا ۱۷۶۷ میلادی شناخته می‌شود.